# 더즌
주식회사 더즌(Dozn)은 대한민국의 핀테크 기업이다.

## 역사
- 2017년 11월: 회사 설립
- 2018년 8월:기업부설연구소 인증
- 2018년 9월: 전자금융업 등록, 벤처기업 인증
- 2019년 2월: 현금영수증 사업자 등록
- 2019년 10월: 카카오페이 투자 유치
- 2020년 3월: 외국환업무(기타전문외국환업무) 등록
- 2021년 12월: ISMS 인증 취득
- 2022년 9월: 특수한 유형의 부가통신사업자 취득
- 2023년 6월: 메시징사업 양수 및 기업용 메시징 서비스 오픈
- 2025년 3월: 한국거래소 코스닥시장 상장[2]

## 논란
2022년 6월 회사의 아파트 통합 관리 ERP(전사자원관리) 프로그램의 핵심 기능이 자사의 기존 서비스 저작권을 침해한다며 피소 당한 후 2년 넘게 소송을 진행 중에 있다.